# 대한민국 형법 제79조
대한민국 형법 제79조는 시효의 정지에 대한 형법총칙의 조문이다.

## 조문
제79조(시효의 정지) ① 시효는 형의 집행의 유예나 정지 또는 가석방 기타 집행할 수 없는 기간은 진행되지 아니한다.  <개정 2014.5.14.>
② 시효는 형이 확정된 후 그 형의 집행을 받지 아니한 자가 형의 집행을 면할 목적으로 국외에 있는 기간 동안은 진행되지 아니한다.  <신설 2014.5.14.>

第79條(時效의 停止) ① 時效는 刑의 執行의 猶豫나 停止 또는 假釋放 其他 執行할 수 없는 期間은 進行되지 아니한다.  <개정 2014.5.14.>
② 시효는 형이 확정된 후 그 형의 집행을 받지 아니한 자가 형의 집행을 면할 목적으로 국외에 있는 기간 동안은 진행되지 아니한다.  <신설 2014.5.14.>

## 참고 문헌
- 신이철, 형법총론, 경찰승진연구회, 2005. ISBN 9788988777886
- 조현욱, 형법총론강의, 진원사, 2008 ISBN 9788990904621
- 손동권, 형법총론, 栗谷出版社, 2011. ISBN 9788991830936